# Reserva ecológica Cuxtal
La reserva ecológica Cuxtal (proviene de la lengua Maya que significa nacimiento o vida.) se localiza en el sur del municipio de Mérida en el estado de Yucatán en el sureste de México, entre los 20°47' y 20°55' de latitud norte y los 89°33' y 89°40' de longitud oeste. La reserva limita al norte con la ciudad de Mérida, al sur con las comisarías de Yaxnic y Texán Cámara, al este con el municipio de Kanasín y al oeste con las comisarías de San José Tzal y Ticimul. Es un espacio verde designado por la  Municipalidad de Mérida compuesto de 10 757 hectáreas (26 581.13 acres), terreno designado en 1993 como un área de preservación ecológica e histórica. Contiene siete haciendas, sitios arqueológicos, cenotes así como una zona de conservación de la naturaleza, la feria de Xmatkuil y el campus de Ciencias Biológicas para UADY. Provee el 50 % del agua de la ciudad de Mérida y es hogar de 168 especies de aves, en su gran mayoría migratorias, además de plantas, mamíferos, reptiles, invertebrados y anfibios.

## Historia
La Zona Sujeta a Conservación Ecológica Reserva Cuxtal se reconoce como la primera Área Natural Protegida (ANP) promovida y decretada directamente por un municipio en el estado de Yucatán durante el ayuntamiento de Mérida 1991-1993. Su establecimiento como ANP fue aprobado por el cabildo el 28 de junio de 1993 y su decreto fue publicado en el Diario Oficial del Gobierno del Estado de Yucatán el 14 de julio de 1993. De esta forma la reserva se constituyó como la primera ANP de competencia municipal en Yucatán, situación que prevalece hoy día.
En diciembre de 2016 se conformó oficialmente la iniciativa denominada “Alianza por Cuxtal” constituida por dependencias gubernamentales, instituciones educativas, asociaciones civiles y del sector privado, para promover acciones tendientes al rescate y preservación de la reserva.
En febrero de 2017 se publica el acuerdo por el cual se autoriza la creación del Organismo Público Municipal Descentralizado de Operación y Administración de la Zona Sujeta a Conservación Ecológica Reserva Cuxtal. En meses subsiguientes se constituye su Junta de Gobierno, el Consejo Asesor y la Dirección Operativa, que favorecerá la operación, gestión y administración de la reserva.

## Localización y límites
Tiene una superficie de 10 757 hectáreas. La reserva limita al norte con la ciudad de Mérida, al sur con las comisarías de Yaxnic y Texán Cámara, al este con el municipio de Kanasín y al oeste con las comisarías de San José Tzal y Ticimul. Dentro de su territorio se encuentran dos comisarías: Dzununcán y Molas, siete subcomisarías: Santa Cruz Palomeque, Tahdzibichén, Xmatkuil, San Pedro Chimay, San Ignacio Tesip, Hunxectamán, Dzoyaxché y una zona conurbana con 10 colonias de la ciudad de Mérida pertenecientes a la comisaría de Dzununcán, la subcomisaría Xmatkuil y tablajes de San Antonio Xluch y Kanasín.

## Zonificación
La zonificación es la herramienta que define las zonas o subzonas de la reserva conforme a criterios que permiten identificar unidades geográficas territoriales donde se apliquen normas de uso específicas acordes a requerimientos particulares de protección, lo que hace más efectivo el proceso de conservación, sin disminuir el potencial de manejo y aprovechamiento sustentable de sus recursos naturales.
| Clasificación de Zonas                                          | Clasificación de Zonas |
| --------------------------------------------------------------- | ---------------------- |
| Zona de uso restringido                                         |                        |
| Zona de asentamientos humanos                                   |                        |
| Zona de recuperación                                            |                        |
| Zona de aprovechamiento sustentable con reconversión productiva |                        |
| Zona núcleo de protección                                       |                        |
| Zona de uso tradicional                                         |                        |

### Zona núcleo
Está formada por las superficies mejor conservadas y que poseen vegetación arbórea cuya ubicación geográfica favorece la conservación a largo plazo. Tiene una superficie de 4928.52 hectáreas y su principal objetivo es la preservación de los ecosistemas y su funcionalidad a mediano y largo plazo, por lo que solo las condiciones actuales. Es la principal zona para conservar el agua que abastece a todo el municipio de Mérida y sus habitantes.
En la zona núcleo de la reserva se ubica la planta potabilizadora Mérida I en cuyo predio se ubica la superficie de vegetación forestal mejor conservada, que a su vez representa la principal zona de extracción del agua subterránea con fines de abastecimiento para todo el municipio de Mérida, con un volumen de 42.3 m³ al año que es igual al 48 % de la extracción total.

### Subzona de protección
Está formada por las superficies que han sufrido poca alteración y que representan hábitats críticos para la biodiversidad, por lo que requieren de un cuidado especial para asegurar su conservación a largo plazo.
Tiene una superficie de 2716.38 hectáreas y su objetivo es la conservación de las áreas menos alteradas y más representativas del ecosistema de selva baja caducifolia. Esta subzona está representada por la vegetación forestal del predio de la planta potabilizadora Mérida I de la JAPAY y parcialmente superficies de los ejidos de Molas y San Pedro Chimay.
Solo se permite la realización de estudios técnicos y de investigación científica no invasivos, que no impliquen la extracción o el traslado de especímenes de vida silvestre, ni la modificación del hábitat.

### Subzona de uso restringido
Está formada por las superficies en buen estado de conservación donde se busca mantener las condiciones actuales de los ecosistemas e incluso mejorarlas en los sitios que así se requieran, mediante opciones agroecológicas.
Tiene una superficie de 2212.14 hectáreas y su objetivo es favorecer la conectividad y la preservación del germoplasma.
Solo se permite la realización de estudios técnicos y de investigación científica no invasivos, actividades de educación ambiental y turismo de bajo impacto ambiental y enriquecimiento ecológico, que no impliquen modificaciones de las características o condiciones naturales originales, y la construcción de instalaciones de apoyo, exclusivamente para la investigación científica o el monitoreo del ambiente. Las actividades de aprovechamiento que aquí se realicen deberán estar sujetas a estrictas medidas de control.

### Zona de amortiguamiento
Está formada por las superficies en donde existe un mayor uso del territorio. Tiene una superficie de 5828.48 hectáreas y su objetivo es orientar a que las actividades de aprovechamiento que se realizan (milpa, henequén, cultivos, extracción de piedra, asentamientos humanos, urbanización, sistemas productivos agrícolas, pecuarios y forestales), se conduzcan hacia el desarrollo sustentable, apliquen la normativa vigente federal, estatal y municipal, de manera que se creen las condiciones necesarias para la reconversión y restauración ecológica que permita la conservación del área a largo plazo.

## Patrimonio cultural
El patrimonio cultural histórico de la reserva está compuesto por once ámbitos de patrimonio de los cuales, dos son comisarías sin haciendas, siete son haciendas que dieron origen a comisarías y subcomisarías y dos son haciendas particulares. Las dos comisarías son: Molas y Dzununcan; las haciendas con asentamientos son Hunxectamán son: San Ignacio Tesip, San Pedro Chimay, San Antonio Tahdzibichén, Santa Cruz Palomeque, Xmatkuil y San Nicolás de Dzoyaxché; y las haciendas son San Antonio Chuntuac y San Antonio Xluch.
Hay siete subestaciones policiales y dos estaciones dentro de la reserva la cual se compone de nueve comunidades:
| Comunidad            | Población (2016) |
| -------------------- | ---------------- |
| Dzoyaxché            | 454              |
| Dzununcán            | 1868             |
| Hunxectamán          | 156              |
| Molas                | 2014             |
| San Ignacio Tesip    | 359              |
| San Pedro Chimay     | 1241             |
| Santa Cruz Palomeque | 835              |
| Tahdzibichén         | 748              |
| Xmatkuil             | 557              |

| Población                    | Población      |
| ---------------------------- | -------------- |
| Infantil de 0 11 años        | 7865 (34.43 %) |
| Adolescentes de 12 a 17 años | 2124 (9.29 %)  |
| Adultos de 18 A 29 años      | 4248 (18.59 %) |
| Adultos de 30 A 59 años      | 7462 (32.67 %) |
| Adultos de 60 años y más     | 1145 (5.02 %)  |
| Total                        | 22 844         |

Población con discapacidad: 590 aprox.
Población maya en la reserva: 2689 (3.6 % de la población de Mérida aprox.)
Dentro de las comunidades se encuentran las haciendas protegidas:
- Hacienda Hunxectamán, en el pueblo de Uxec Taman
- Hacienda San Antonio Tahdzibichén
- Hacienda San Ignacio Tesip, en el pueblo de San Ignacio Tesip
- Hacienda San Nicolás Dzoyaxché, contiene Cenote Dzonot-Ich en sus tierras[22]
- Hacienda San Pedro Chimay
- Hacienda Santa Cruz Palomeque
- Hacienda Xmatkuil

## Vegetación y flora
La vegetación en la reserva es selva baja caducifolia (SBC). Las SBC son comunidades vegetales que se distribuyen en los climas cálidos los más secos de los subhúmedos. Estos son ecosistemas que marcan un límite térmico e hídrico entre los tipos de vegetación que se distribuyen en las zonas con clima cálidos húmedos. Los componentes arbóreos en esta selva alcanzan una altura máxima hasta de 15 metros y un porcentaje mayor al 75 de las especies tiran sus hojas en la época seca del año. En la reserva la SBC se presenta en superficies de vegetación secundaria en diferentes estados de conservación o de sucesión.
Incluye 474 especies comprendidas en 96 familias. Las familias con mayor número de especies son Fabaceae (58), Euphorbiaceae (30) y Asteraceae (24), que representan el 23.5 % del total de plantas registradas en la reserva. En contraparte, el 33.33 % de las familias (Adoxaceae, Apiaceae, Araucariaceae, Asphodelaceae, Begoniaceae, Burseraceae, Cannabaceae, Cannaceae, Casuarinaceae, Combretaceae, Cycadaceae, Cyclanthaceae, Dryopteridaceae, Iridaceae, Lauraceae, Loasaceae, Loranthaceae, Menispermaceae, Moringaceae, Muntingiaceae, Oxalidaceae, Papaveraceae, Piperaceae, Plantaginaceae, Ranunculaceae, Scrophulariaceae, Ulmaceae, Violaceae, Vitaceae, Zamiaceae y Zygophyllaceae) son monoespecíficas.
Nueve especies (1.9 %) son catalogadas en riesgo en la Norma Oficial Mexicana NOM-059-SEMARNAT-2010, Protección ambiental-Especies nativas de México de flora y fauna silvestres-Categorías de riesgo y especificaciones para su inclusión, exclusión o cambio-Lista de especies en riesgo. Dos están sujetas a protección especial (Roystonea regia y Cedrela odorata), seis amenazadas (Astronium graveolens, Coccothrinax readii, Pseudophoenix sargentii, Thrinax radiata, Zinnia violacea y Beaucarnea pliabilis) y una en peligro de extinción (Pachycereus gaumeri). Tres especies son consideradas endémicas de México (C. readii, P. gaumeri y B. pliabilis).

### Invertebrados
La lista sistemática de los invertebrados de la reserva incluye 472 especies comprendidas en 192 géneros, 30 familias y 15 órdenes. De las 472 taxa, 330 han sido determinadas hasta género. El orden con mayor número de especies está representado por los Himenópteros con (356), seguido por el orden Araneae (74) que en conjunto representan el 91 % del total de los invertebrados registrados en la reserva, siendo los bracónidos y los araneidos los más representativos con 284 y 37 especies, respectivamente. En contraparte, los órdenes Scorpiones, Amblypygi, Prostigmata, Ixodida y Psocodea solo están representados por Diplocentrus sp, Paraphrynus sp, Tetranychus urticae, Rhipicephalus sanguineus y Pediculus humanus, respectivamente.

### Anfibios
Los anfibios de la reserva se encuentran representados por trece especies comprendidas en doce géneros, ocho familias y dos órdenes. El orden con mayor número de especies es Anura (doce especies), siendo las ranas arborícolas las más representativas con cuatro especies. En contraparte, el orden Urodela solo está representado por Bolitoglossa yucatana. El género Leptodactylus tiene dos representantes y más del 85 % (11) son especies monotípicas. Cuatro especies son catalogadas en riesgo por la NOM-059-SEMARNAT-2010 (B. yucatana, Rhinophrynus dorsalis, Triprion petasatus y Lithobates brownorum) todas con la categoría de protección especial. B. yucatana y T. petasatus son especies endémicas. A nivel global, todas las especies de anfibios con distribución en la reserva son catalogados por la Unión Internacional para la Conservación de la Naturaleza (IUCN por sus siglas en inglés) como de preocupación menor.

### Reptiles
La lista sistemática de los reptiles incluye 61 especies comprendidas en 49 géneros, 20 familias y 2 órdenes. El orden con mayor número de especies es Squamata (57), que representa el 93 % del total de reptiles registrados en la reserva, siendo los colúbridos los más representativos con 19 especies. En contraparte, el orden Testudines está representado por Kinosternon scorpioides, Rhinoclemmys areolata, Terrapene carolina yucatana y Trachemys venusta. Nueve géneros tienen dos o más representantes y más del 65 % (40) son especies monotípicas. Considerando la NOM-059-SEMARNAT-2010, 25 especies son catalogadas en riesgo comprendidas en 17 sujetas a protección especial (por ejemplo K. scorpioides, Pseudelaphe phaescens, Imantodes gemmistratus, Crotalus tzabcan = C. durissus, entre otras), siete amenazadas (por ejemplo Coleonyx elegans, Ctenosaura similis, Boa imperator = B. constrictor imperator, entre otras) y una en peligro de extinción (Ctenosaura defensor).
Ctenosaura similis y C. defensor son consideradas especies y poblaciones prioritarias para la conservación (Diario Oficial de la Federación, 2014). Una especie con distribución en la reserva (Micrurus diastema) es endémica de México y veintitrés especies (37 %) son endémicas de la península de Yucatán (por ejemplo T. c. yucatana, C. defensor, Sceloporus chrysostictus, Coniophanes meridanus, entre otras). A nivel global, el 69 % de los reptiles con distribución en la reserva son catalogados por la IUCN como de preocupación menor, R. areolata se considera casi amenazada; T. c. yucatana y C. defensor como vulnerables. T. c. yucatana y B. imperator se incluyen en el apéndice II de la Convención sobre el Comercio Internacional de Especies Amenazadas de Fauna y Flora Silvestres (CITES por sus siglas en inglés).

### Aves
La lista sistemática de aves de la reserva incluye 161 especies comprendidas en 117 géneros, 39 familias y 19 órdenes. Los órdenes con mayor número de especies son los Passeriformes (93), Accipitriformes (9), Apodiformes (7) y Columbiformes (7) que representan el 72 % del total de aves registradas en la reserva, siendo los parúlidos y accipítridos, los más representativos con 17 y 9 especies, respectivamente. En contraparte, los órdenes Anseriformes, Nyctibiiformes y Tinamiformes solo están representados por Crypturellus cinnamomeus, Dendrocygna autumnalis y Nyctibius jamaicensis, respectivamente. Veintiséis géneros tienen dos o más representantes y 91 (56 %) son especies monotípicas.
En la reserva se distribuyen trece especies catalogadas en riesgo por la NOM-059-SEMARNAT-2010. De estas, once están sujetas a protección especial (por ejemplo Buteogallus anthracinus, Eupsittula nana, Vireo pallens, Passerina ciris, entre otros) y dos amenazadas (Meleagris ocellata y Geranospiza caerulescens). M. ocellata, Zenaida asiatica, E. nana, Amazona albifrons y Amazona xantholora se consideran dentro del listado de especies y poblaciones prioritarias para la conservación. Nueve especies son consideradas endémicas de México (por ejemplo Colinus nigrogularis, Nyctiphrynus yucatanicus, Melanerpes pygmaeus, Amazona xantholora, entre otros). Falco peregrinus está incluida en el Apéndice I de CITES. A nivel global, el 96 % de las aves con distribución en la reserva son catalogadas por la IUCN como de preocupación menor y cuatro casi amenazadas (M. ocellata, E. nana, Melanoptila glabirostris y P. ciris).
El 71 % de las aves (114 especies) presentes en la reserva son residentes de la región, destacando el orden de los passeriformes con 57 especies. Treinta y tres especies son migratorias, de las cuales solo una es migratoria de verano (Vireo flavoviridis). Dos especies tienen presencia ocasional (Buteo swainsoni y Zonotrichia leucophrys) y doce se consideran transeúntes (por ejemplo Coccyzus americanus, Chordeiles minor, Contopus virens, Progne subis, entre otras).

### Mamíferos
La lista sistemática de los mamíferos de la reserva incluye 56 especies comprendidas en 50 géneros, 20 subfamilias, 26 familias y 9 órdenes. Los órdenes con mayor número de especies son Chiroptera (23), Rodentia (15) y Carnivora (10), que representan el 86 % del total de mamíferos registrados en la reserva, siendo los murciélagos filostómidos y los roedores cricétidos, los más representativos con 10 y 8 especies, respectivamente. En contraparte, los órdenes Cingulata, Pilosa, Soricomorpha, Lagomorpha solo están representados por Dasypus novemcinctus, Tamandua mexicana, Cryptotis mayensis y Sylvilagus floridanus, respectivamente. Seis géneros tienen dos representantes y 44 especies (78%) son monotípicas.
En la reserva se distribuyen seis especies y subespecies catalogadas en riesgo por la NOM-059-SEMARNAT-2010. De estas, dos están sujetas a protección especial (Cryptotis mayensis y Eumops nanus), tres amenazadas (Mimon cozumelae, Puma yagouaroundi y Galictis vittata) y una en peligro de extinción (Tamandua mexicana mexicana). Odocoileus virginianus se considera dentro del listado de especies y poblaciones prioritarias para la conservación. Peromyscus leucopus se distribuye hasta Norteamérica, veinticuatro hasta Sudamérica (por ejemplo Didelphis marsupialis, Natalus mexicanus, Conepatus semistriatus, Cuniculus paca, entre otros), diecisiete desde Norte hasta Sudamérica (por ejemplo Mormoops megalophylla, Diphylla ecaudata, Urocyon cinereoargenteus, Mustela frenata, entre otros), seis son endémicas de Mesoamérica (C. mayensis, Sciurus yucatanensis, Orthogeomys hispidus, Heteromys gaumeri, Ototylomys phyllotis y Reithrodontomys gracilis) y cuatro son endémicas de México (Rhogeessa aeneus, Molossus alvarezi, Handleyomys melanotis y Peromyscus yucatanicus).
Puma yagouaroundi con distribución en la reserva está incluida en el Apéndice I de CITES. A nivel global, todas las especies con distribución en la reserva son catalogados por la IUCN como de preocupación menor.

## Galería de fotos

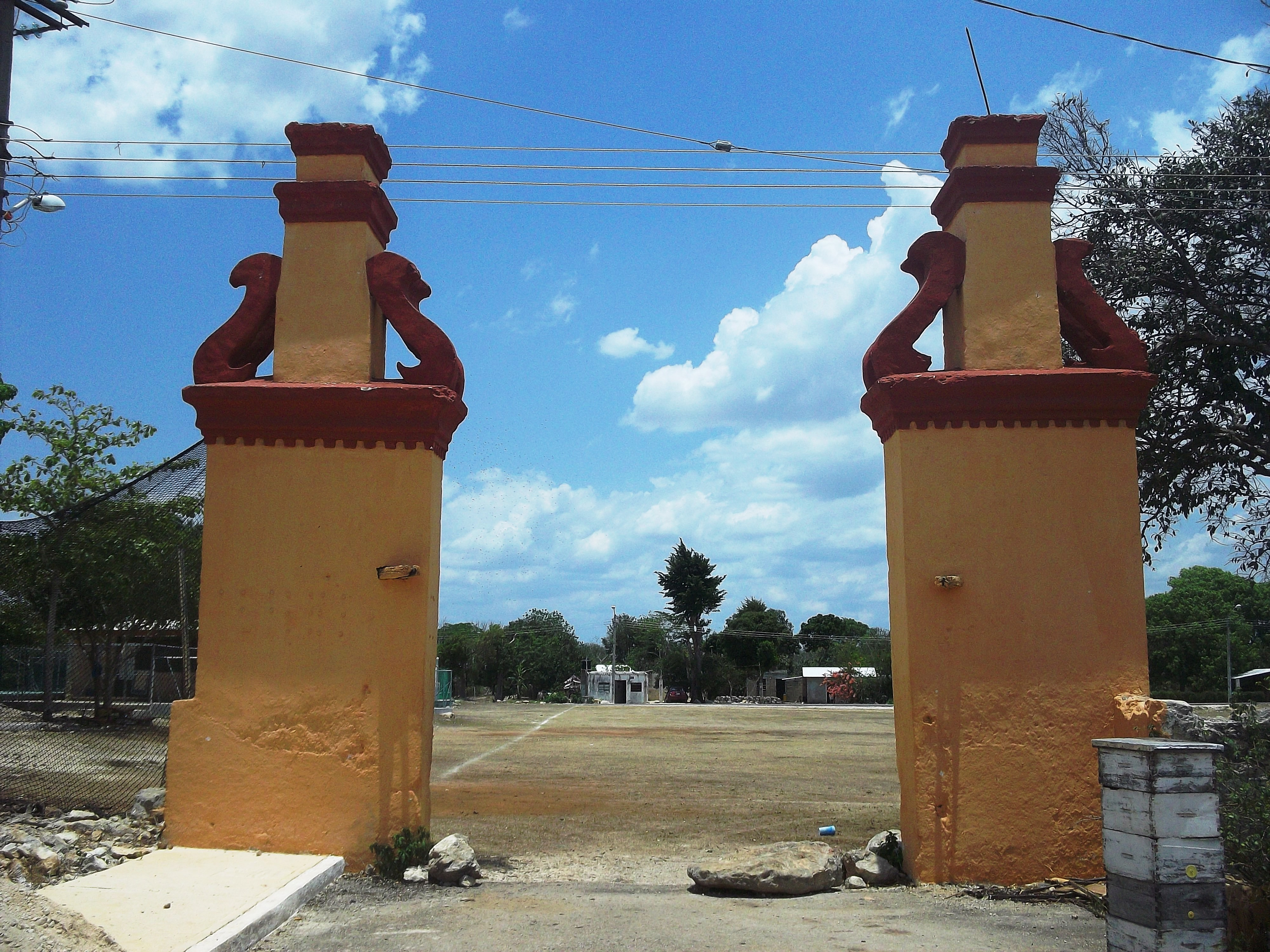
Hunxectamán (Mérida), Yucatán
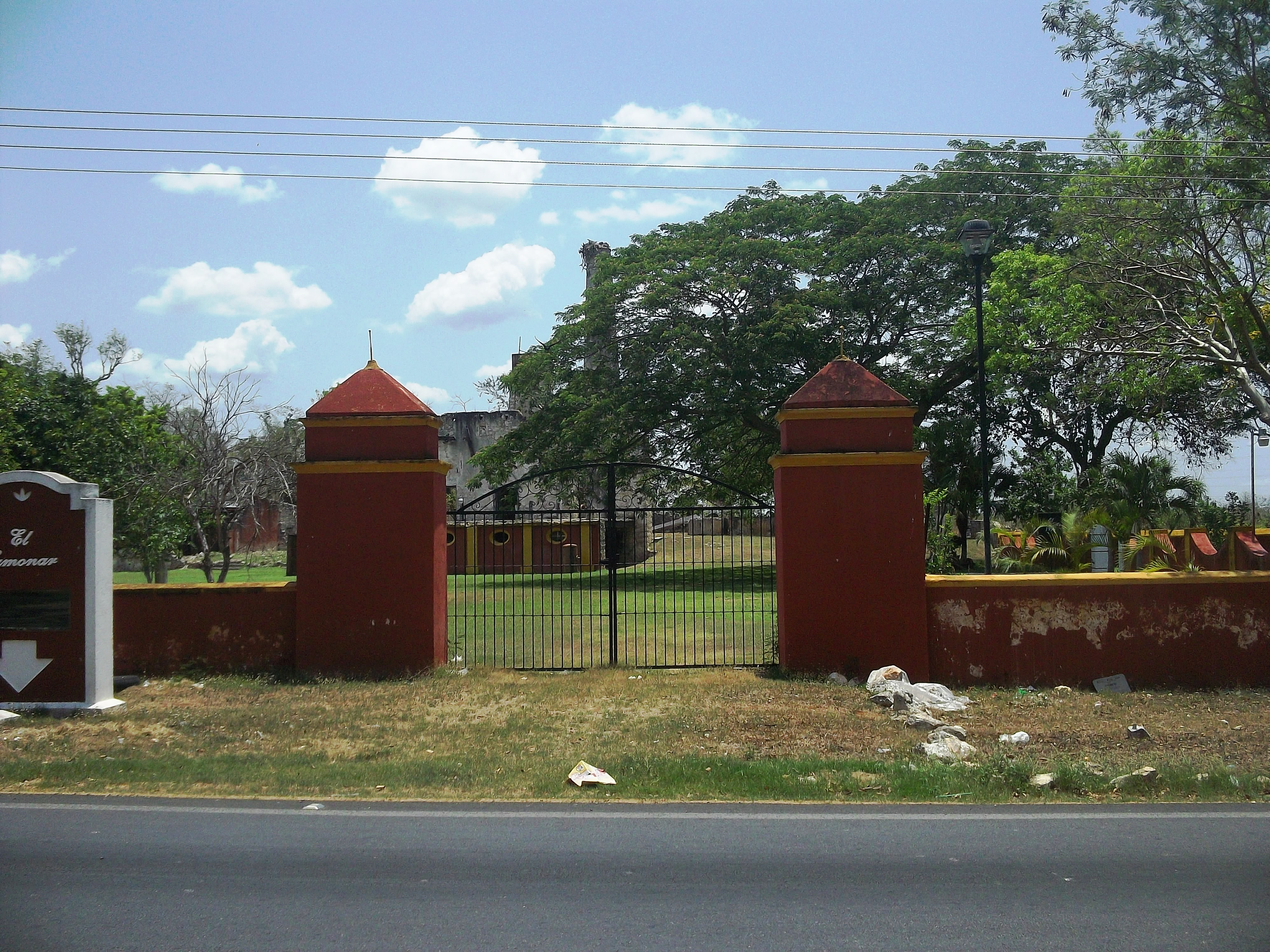
San Antonio Tahdzibichén, Yucatán
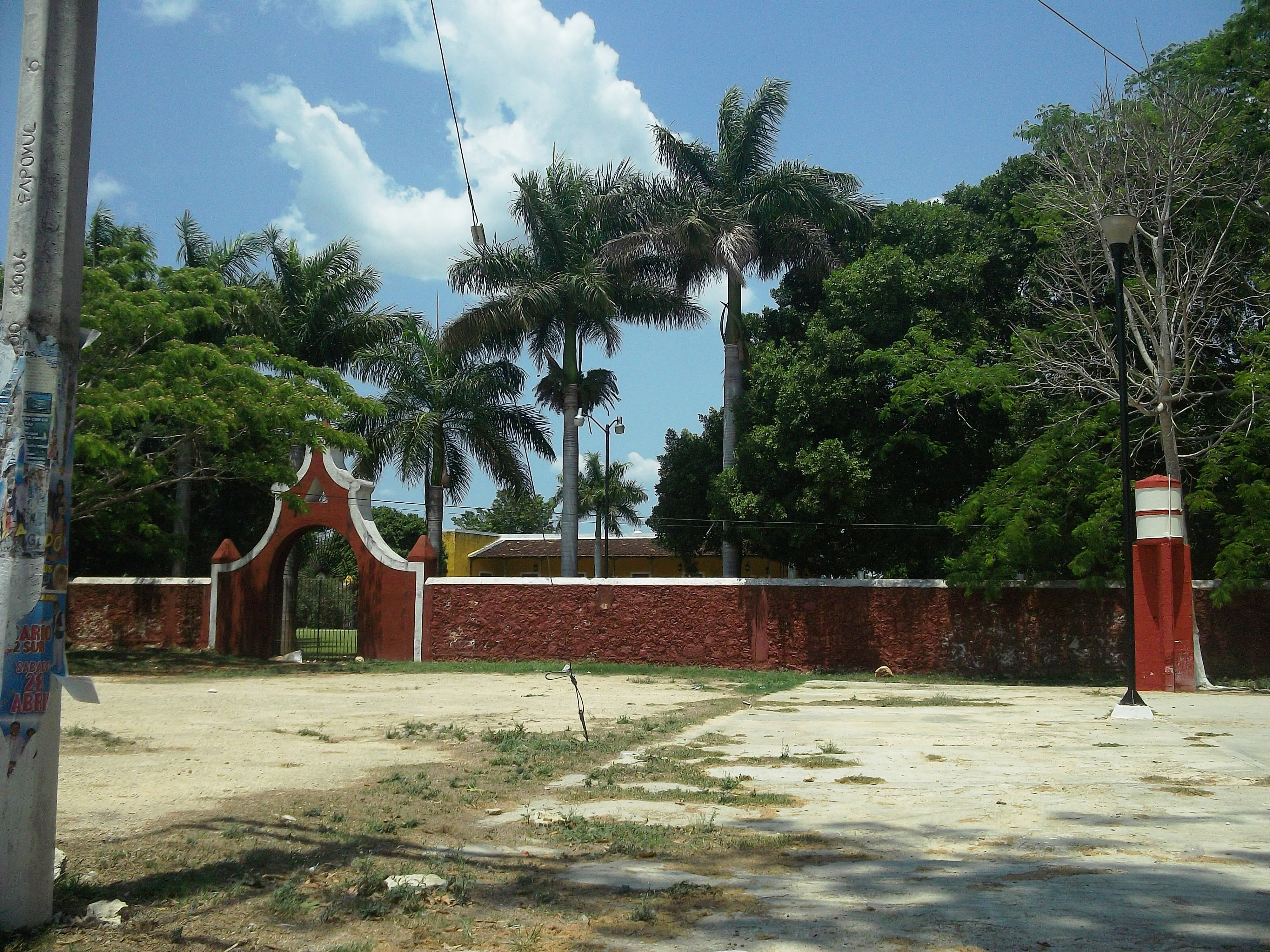
San Ignacio Tesip, Yucatán
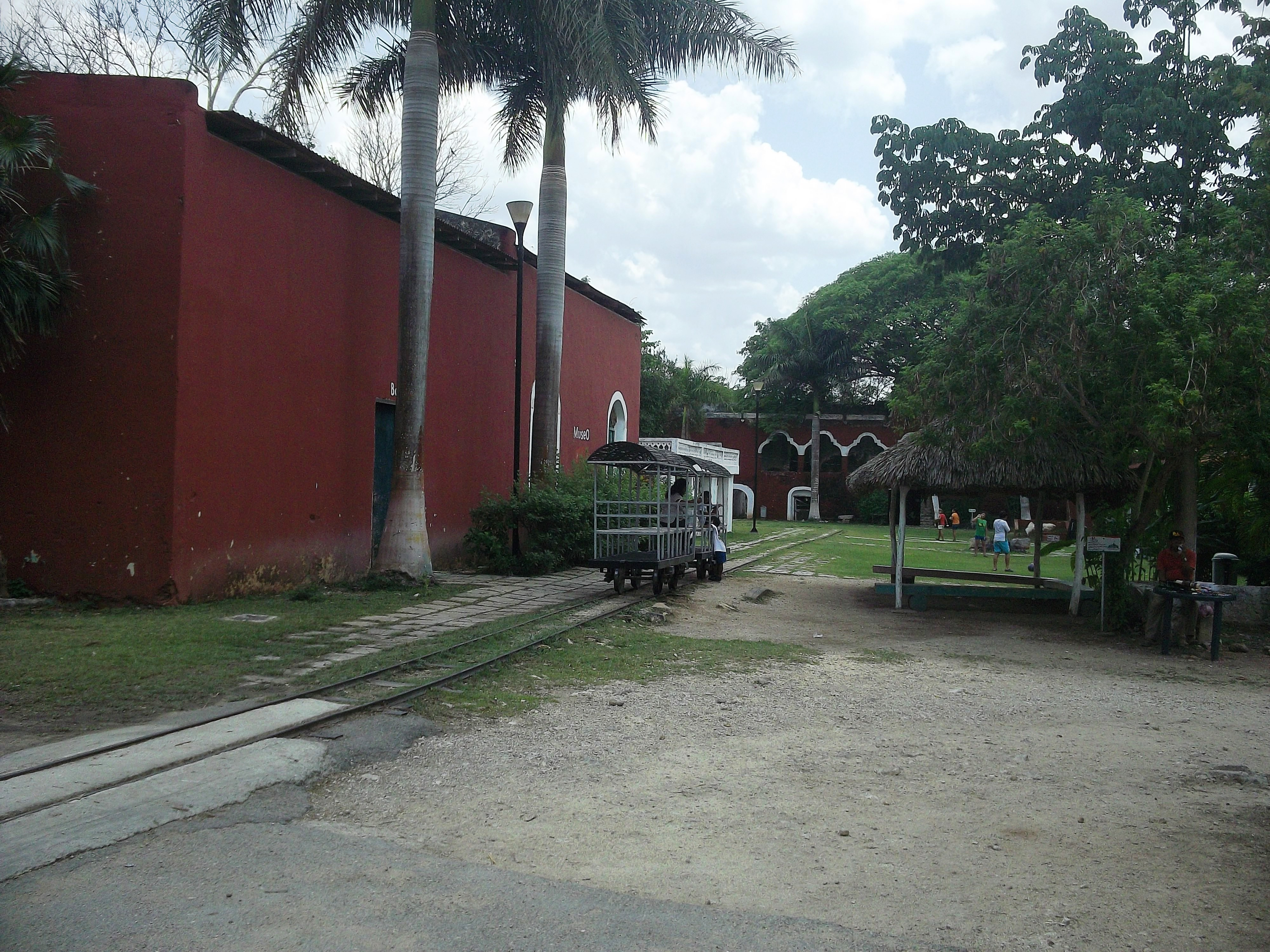
San Nicolás Dzoyaxché, Yucatán
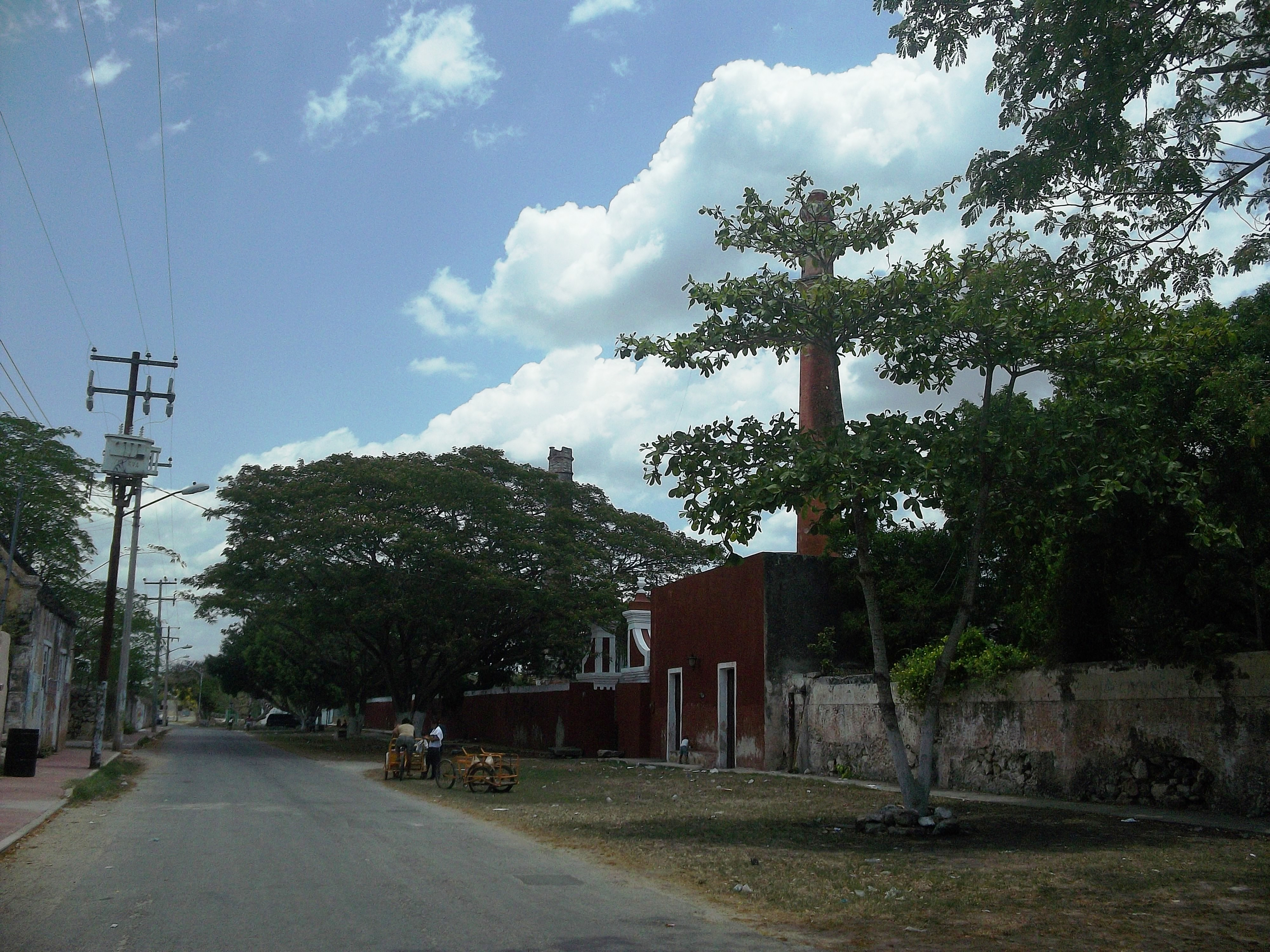
San Pedro Chimay, Yucatán
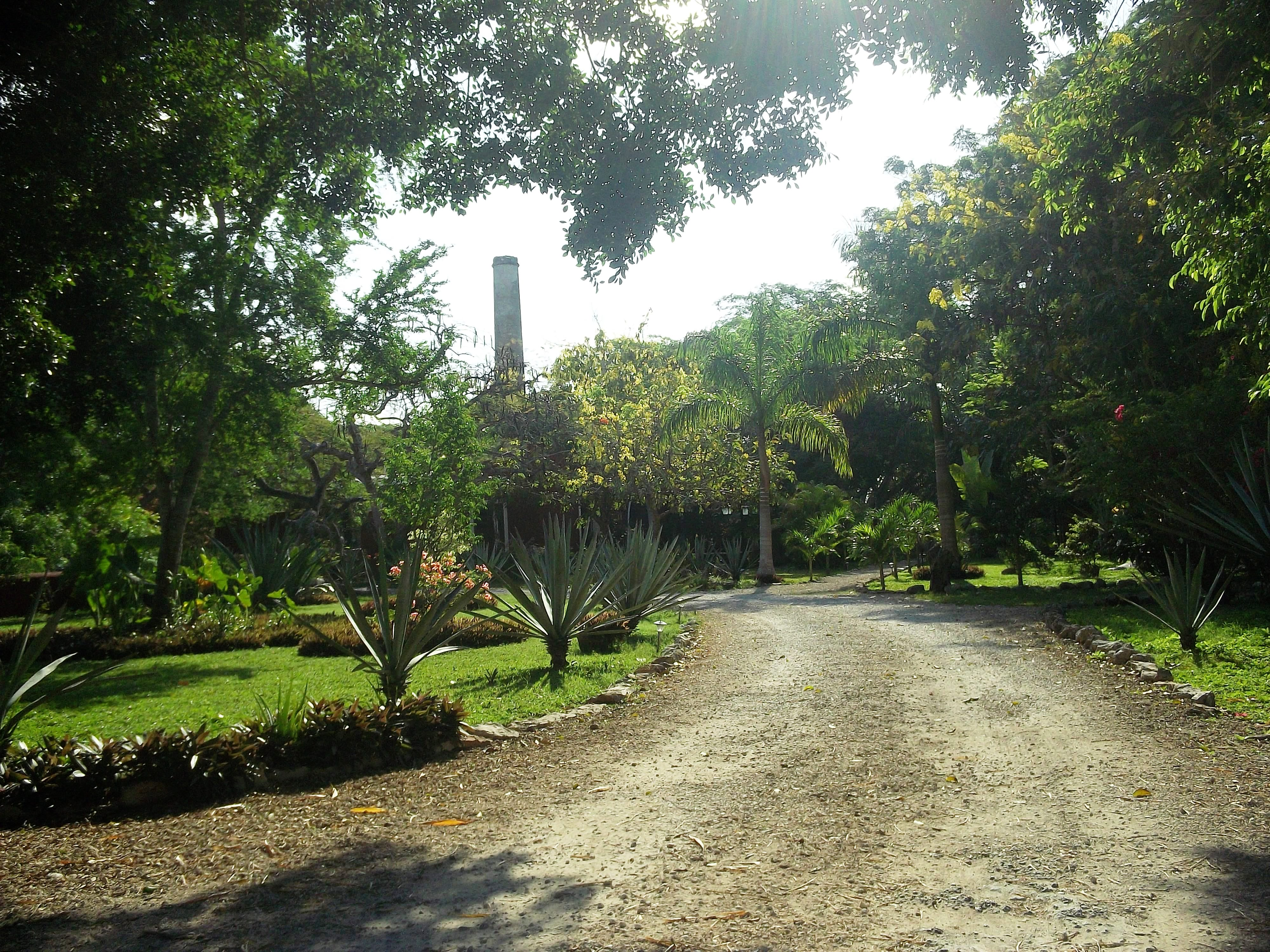
Santa Cruz Palomeque, Yucatán
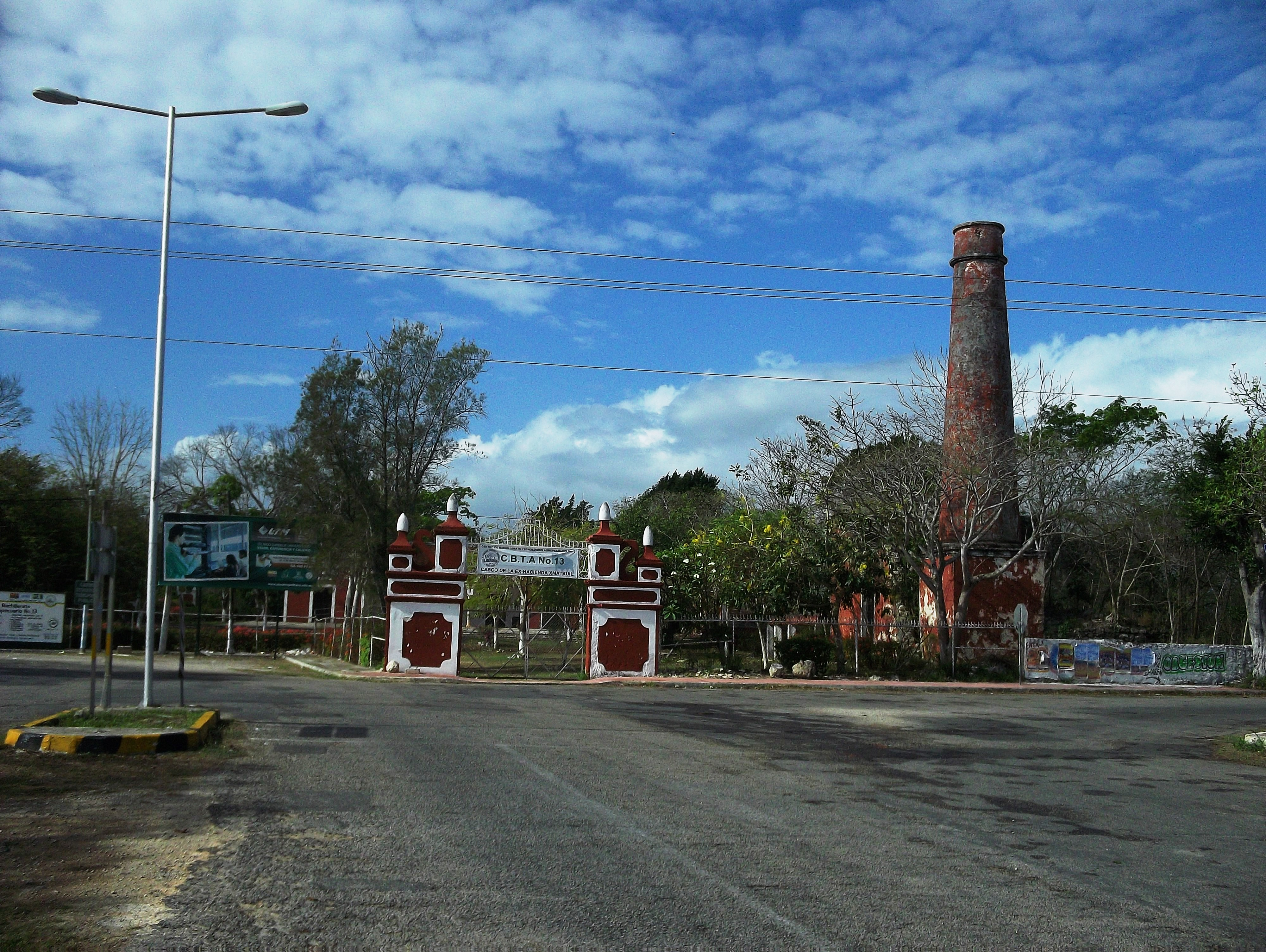
Xmatkuil, Yucatán
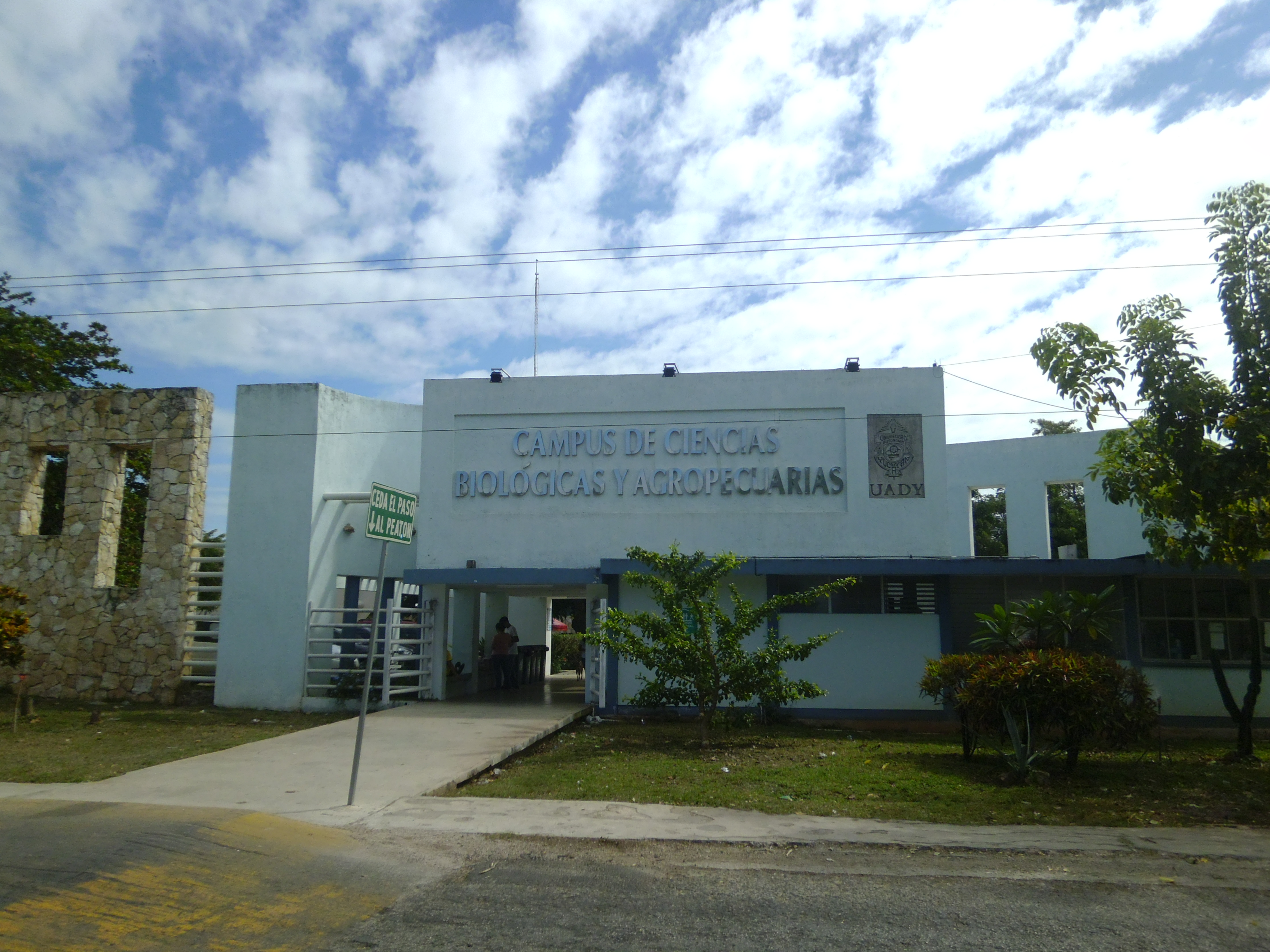
Campus de Ciencias Biológicas y Agropecuarias de la Universidad Autónoma de Yucatán (UADY)

- Datos: Q5891146
- Multimedia: Reserva Ecológica Cuxtal / Q5891146